# Sân bay quốc tế Trent Lott
Sân bay quốc tế Trent Lott (mã sân bay IATA: PGL, mã sân bay ICAO: KPQL, mã sân bay FAA LID: PQL) là một sân bay nằm sáu dặm (10 km) về phía bắc của khu kinh doanh trung tâm của Pascagoula, một thành phố ở quận Jackson, tiểu bang Mississippi, Hoa Kỳ. Sân bay này được đặt tên cho Trent Lott, Thượng nghị sĩ Hoa Kỳ từ Mississippi.
Mặc dù hầu hết các sân bay Mỹ sử dụng nhận dạng ba ký tự cùng một vị trí cho các FAA và IATA, sân bay quốc tế Trent Lott được giao PQL bởi FAA và PGL của IATA. Mã PGL trước đây được gán cho sân bay quận Jackson ở Pascagoula mà đôi khi đóng cửa giữa năm 1982 và 1989.
DayJet cung cấp một dịch vụ bay theo yêu cầu máy bay phản lực air taxi từ sân bay này đến Jacksonville, Lakeland, Tallahassee, Pensacola, Gainesville, Boca Raton, Opa-Locka/quận Dade Miami, Naples, Sarasota / Bradenton, Savannah, Macon, và Montgomery. Dịch vụ này kết thúc vào tháng 9 năm 2008.

## Cơ sở vật chất
Sân bay quốc tế Trent Lott có diện tích 906 mẫu Anh (367 ha) và có một đường băng được hướng 17/35 với một vỉa hè trải nhựa đo 6.500 x 100 foot (1.981 x 30 m).
Đối với khoảng thời gian 12 tháng kết thúc ngày 31 tháng 5 năm 2007, sân bay đã có 50.205 lượt máy bay hoạt động, trung bình 137 mỗi ngày: 87% hàng không tổng hợp, 10% xe taxi hàng không và quân sự 4%. Vào thời điểm đó có 53 máy bay tại sân bay này: 66% một động cơ, 15% đa động cơ, 13% máy bay phản lực và máy bay trực thăng 6%.
Sân bay cung cấp các khóa huấn luyện học bay cũng như nhảy dù.